# GW Librae
GW Librae, eller Nova Librae 1983, är en pulserande vit dvärg av GW Librae-typ (ZZ/GWLIB) och dvärgnova av UGWZ-typ i stjärnbilden Vågen. Den är prototypstjärna för en undergrupp av variabler till ZZ Ceti-variablerna (ZZA) som har spektraltypen DA och absorptionslinjer enbart av väte. GW Librae-variablerna har dessutom absorptionslinjer av helium i sina spektra och har små ljusvariationer som kan verka konstanta över några dygn, men som under en längre tidsperiod kan uppvisa relativt stora amplituder.
Som dvärgnova tillhör den WZ Sagittae-variablerna (UGWZ) och upptäcktes av den chilenske astronomen Luis Gonzalez.
GW Librae varierar mellan visuell magnitud +8,2 och 17,5 i sina dvärgnovautbrott och varierar som pulserande vit dvärg med en period av 0,05332 dygn eller 76,78 minuter.